# 拉克魯斯德里奧格蘭德
拉克魯斯德里奧格蘭德（西班牙語：La Cruz de Río Grande），是尼加拉瓜的城鎮，位於該國東部，由南大西洋自治區負責管轄，始建於1982年，面積3,449平方公里，海拔高度17米，2005年人口23,284，人口密度每平方公里6.75人。